# Emil Lindh
Emil Aleksander "Nisse" Lindh (Hèlsinki, 15 d'abril de 1867 - Hèlsinki, 3 de setembre de 1937) va ser un regatista finlandès que va competir a començaments del segle xx. Posteriorment va fer d'actor.
El 1912 va prendre part en els Jocs Olímpics d'Estocolm, on va guanyar la medalla de bronze en la categoria de 8 metres del programa de vela. Lindh navegà a bord del Lucky Girl junt a Arthur Ahnger, Bertil Tallberg, Gunnar Tallberg i Georg Westling.
Com a actor, entre 1923 i 1932, va participar en vuit pel·lícules, sempre en papers menors.